# La Rencontre d'Henri III et du duc de Guise
La Rencontre d'Henri III et du duc de Guise est un tableau peint par Pierre-Charles Comte, présenté lors de l'exposition universelle de 1855. 
Il est conservé à Paris, au Musée d'Orsay, et actuellement en dépôt à Blois, au musée du Château. En 2014, il est prêté au musée des beaux-arts de Lyon dans le cadre de l'exposition L'invention du Passé. Histoires de cœur et d'épée 1802-1850.